# Sankt Oswald-Riedlhütte

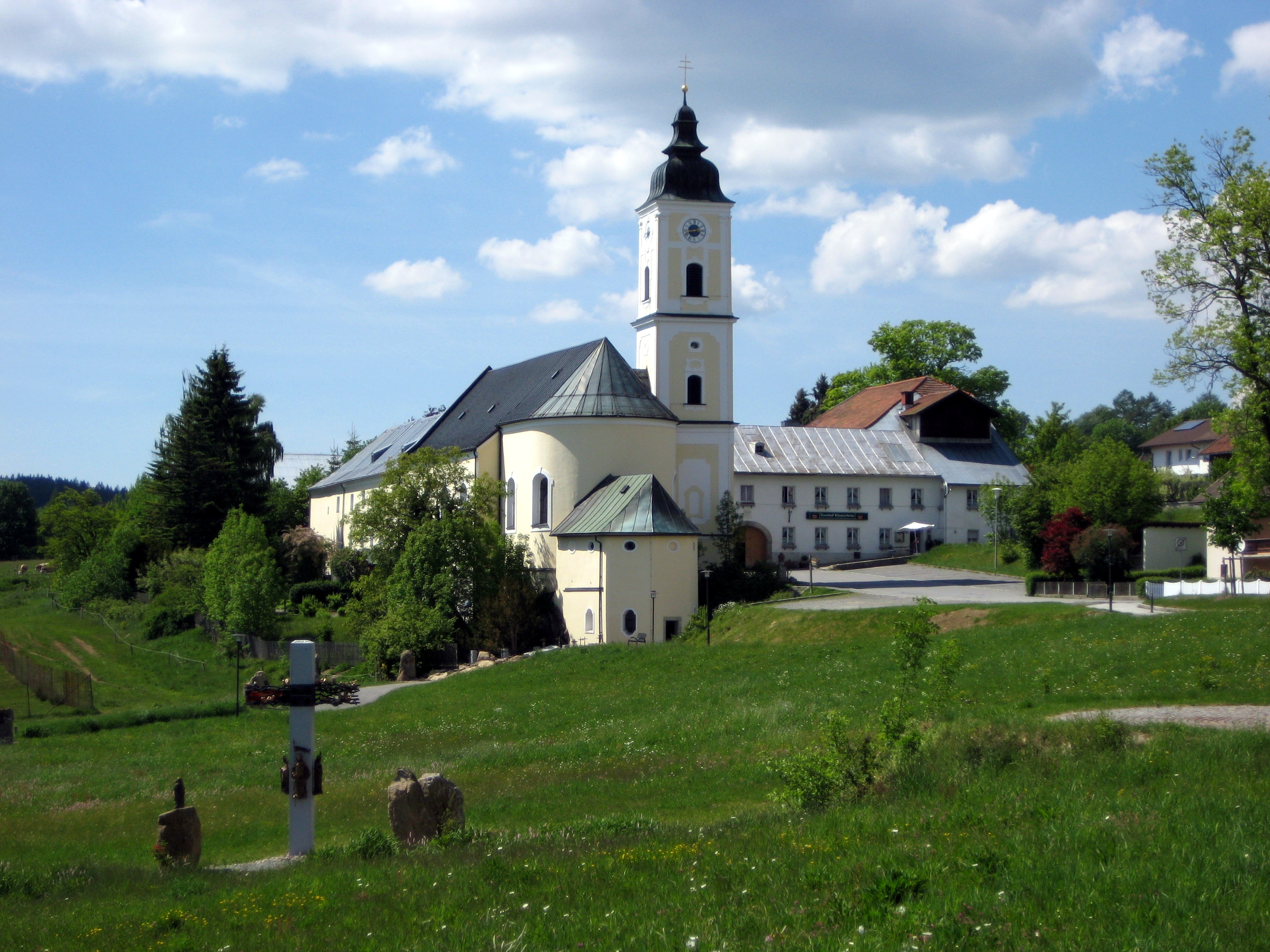
Kloster Sankt Oswald

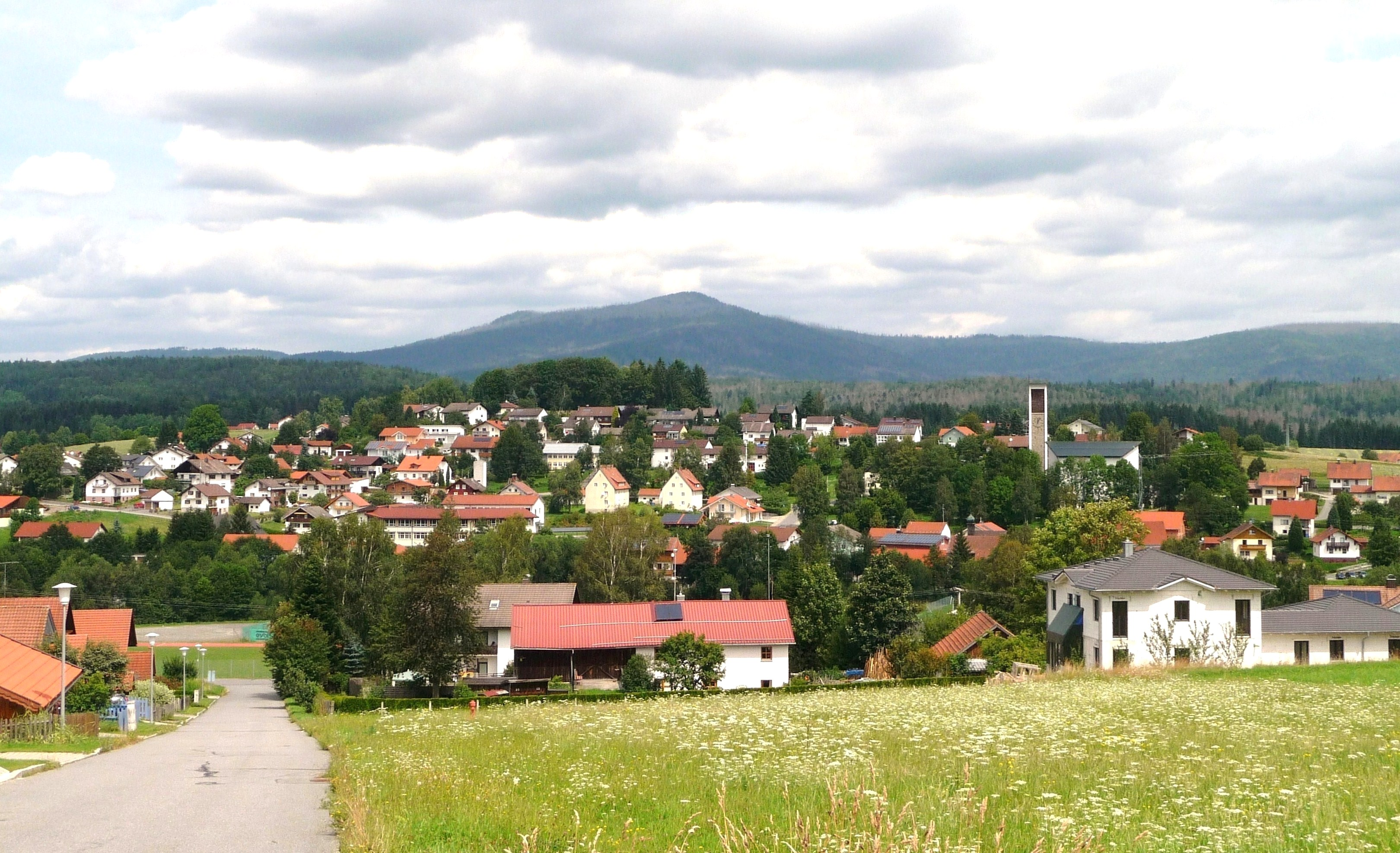
Riedlhütte, im Hintergrund der Große und links davon der Kleine Rachel, ganz rechts der Plattenhausenriegel

Sankt Oswald-Riedlhütte ist eine Gemeinde im niederbayerischen Landkreis Freyung-Grafenau. Sitz der Gemeindeverwaltung ist Sankt Oswald.

## Geographie

### Geographische Lage
Die Gemeinde liegt in der Region Donau-Wald im Inneren Bayerischen Wald etwa sechs Kilometer nördlich von Grafenau und grenzt direkt an den Nationalpark Bayerischer Wald sowie an Tschechien. Der 1380 m hohe Plattenhausenriegel im Grenzkamm zwischen Rachel und Lusen bildet den höchsten Punkt der Gemeinde.

### Nachbargemeinden
- Spiegelau
- Grafenau
- Neuschönau

### Gemeindegliederung
Es gibt elf Gemeindeteile (in Klammern ist der Siedlungstyp angegeben):

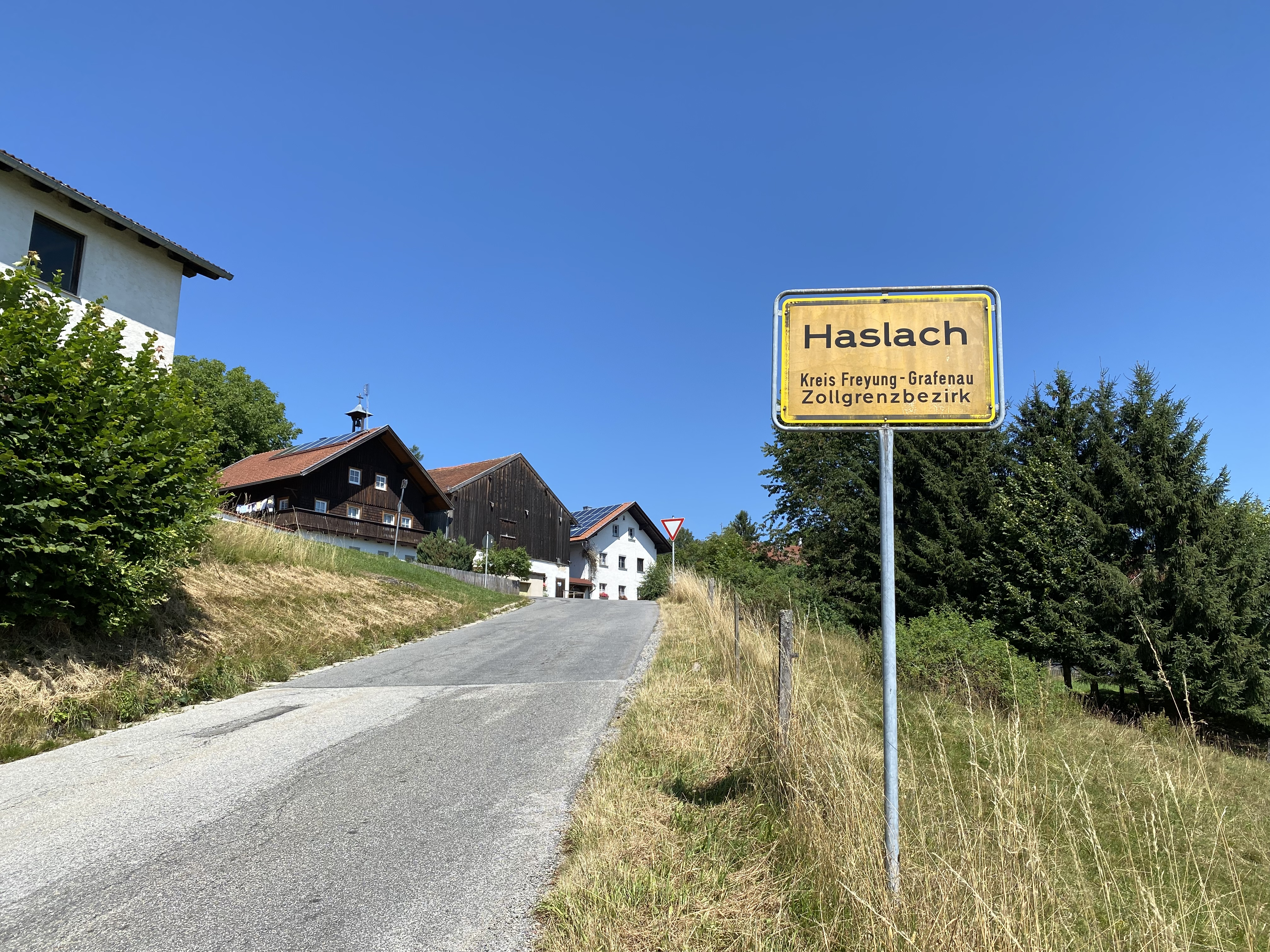
Ortseingang von Haslach im Juli 2022

- Aufschlägersäge
- Draxlschlag (Dorf)
- Graupsäge (Einöde)
- Guglöd (Dorf)
- Haslach (Dorf)
- Höhenbrunn (Dorf)
- Pronfelden (Siedlung)
- Reichenberg (Dorf)
- Riedlhütte (Kirchdorf)
- Sankt Oswald (Pfarrdorf)
- Siebenellen (Dorf)

## Geschichte

### Bis zur Gemeindegründung
Sankt Oswald-Riedlhütte im heutigen Bezirk Niederbayern gehörte dem zum Kurfürstentum Bayern gehörenden Kloster Sankt Oswald. Das Kloster besaß hier eine geschlossene Hofmark mit Niedergerichtsrechten. Riedlhütte gehörte zum Rentamt Straubing und zum Landgericht Bärnstein. Im Jahre 1450 entstand am Ort eine der ältesten Glashütten des Bayerischen Waldes, die Riedlhütte. Sie war bis zum 22. Dezember 2009 in Betrieb. Auf alten Landkarten der Region ist ein Schloss abgebildet, das in Reichenberg stand. Es war ein Jagdschloss und diente der Bärenjagd im Bayerischen Wald. Es wurde während des Dreißigjährigen Krieges niedergebrannt. Im Zuge der Verwaltungsreformen in Bayern entstand mit dem Gemeindeedikt von 1818 die heutige Gemeinde mit dem Namen Oswald.

### Namensänderungen und Gebietsaustausch
Im Jahr 1875 wurde der Name von Oswald in Sankt Oswald geändert. Am 1. Mai 1978 gab es einen Gebietstausch mit der Nachbargemeinde Spiegelau, die etwa 200 Einwohner hinzugewann. Am 1. März 1979 wurde der Name der Gemeinde amtlich in „Sankt Oswald-Riedlhütte“ geändert.

### Einwohnerentwicklung
Zwischen 1988 und 2018 sank die Einwohnerzahl von 3100 auf 2882 um 218 Einwohner bzw. um 7 %.
- 1961: 3069 Einwohner
- 1970: 3239 Einwohner
- 1987: 3103 Einwohner
- 1991: 3189 Einwohner
- 1995: 3153 Einwohner
- 2000: 3234 Einwohner
- 2005: 3161 Einwohner
- 2010: 3043 Einwohner
- 2015: 2848 Einwohner
- 2020: 2928 Einwohner

## Politik

### Gemeinderat
Die Gemeinderatswahl 2020 erbrachte folgende Stimmenanteile und Sitzverteilung:
- CSU: 27,99 % (4 Sitze)
- SPD: 19,22 % (3 Sitze)
- Freie Wählergemeinschaft (FWG): 16,76 % (2 Sitze)
- Freie Bürgerliste (FBL): 36,02 % (5 Sitze)

### Bürgermeister
Berufsmäßiger Erster Bürgermeister ist seit 26. Juli 2022 Andreas Waiblinger (SPD), er wurde am 24. Juli 2022 mit 74,2 Prozent gewählt.
Sein Vorgänger seit 1. Mai 2020 war Peter Schwankl (CSU). In der Stichwahl am 29. März 2020 setzte dieser sich mit 52,5 Prozent gegen Klaus Pleintinger (Freie Bürgerliste) durch.
Dessen Vorgänger im Amt war Helmut Vogl (Freie Wählergemeinschaft).

### Wappen
|  | Blasonierung: „Geteilt von Blau und Gold; oben zwischen zwei schräg gekreuzten silbernen Beilen schwebend ein silberner Glasbecher; unten auf grünem Dreiberg sitzend ein schwarzer Rabe mit einem silbernen Ring im Schnabel.“ |
|  | |

## Wirtschaft und Infrastruktur

### Wirtschaft einschließlich Land- und Forstwirtschaft
Es gab im Jahr 2020 nach der amtlichen Statistik 249 sozialversicherungspflichtig Beschäftigte am Arbeitsort. Sozialversicherungspflichtig Beschäftigte am Wohnort gab es insgesamt 1131. Im verarbeitenden Gewerbe gab es einen Betrieb, im Bauhauptgewerbe drei Betriebe. Zudem bestanden im Jahr 2016 23 landwirtschaftliche Betriebe mit einer landwirtschaftlich genutzten Fläche von 349 ha. Davon war 1 ha Ackerfläche und 348 ha Dauergrünfläche.

### Bildung
Es gibt folgende Einrichtungen (Stand: 2021):
- 2 Kindergärten: 95 Kindergartenplätze mit 76 Kindern
- 1 Volksschule: eine mit 9 Lehrern und 99 Schülern

Aufgrund sinkender Schülerzahlen wurde ab dem Schuljahr 2006/07 die Volksschule aufgelöst und in eine Hauptschule umgewandelt. Die Grundschüler verteilen sich dann auf die Grundschulen in Spiegelau und Neuschönau, die im Gegenzug ihre Hauptschüler nach Riedlhütte schicken.

### Verkehr
Die Gemeinde ist verkehrlich nur durch Kreisstraßen an das überörtliche Verkehrssystem angebunden.
Ursprünglich war geplant die Bahnstrecke Zwiesel–Grafenau durch das Gemeindegebiet zu legen. Durch den Widerstand der Grafenauer Stadtbevölkerung, die einen zentrumsnahen Bahnhof wollte, wurde die Bahnstrecke umgeplant. Diese verläuft nun an der Gemeinde vorbei durch die Nachbargemeinden Spiegelau und Grafenau.
Die Gemeinde ist durch eine Buslinie des Busunternehmens RBO an Grafenau angebunden. Daneben verkehren zwei weitere Buslinien der sogenannten „Igelbusse“ zwischen Mai und November. In den Weihnachts- und Faschingsferien verkehrt zusätzlich noch eine Skibuslinie.
Im Gemeindegebiet Sankt Oswald-Riedlhütte gilt das Bayerwald-Ticket. Seit dem 1. Mai 2010 ist die Gemeinde neben weiteren Bayerwaldgemeinden an dem GUTi – Gästeservice Umwelt-Ticket beteiligt, das seinen Gästen kostenlose Beförderung auf allen Bahn- und Busverbindungen im Bayerwald-Ticket-Tarifgebiet anbietet.

## Persönlichkeiten der Gemeinde
- Ludwig Reiner (1937–2023), Agrarwissenschaftler und Hochschullehrer, geboren in Riedlhütte
- Alois Geiger (1890–1943), NS-Opfer und Leiter der Sanitätskolonne von Spiegelau im Bayerischen Wald, Straße nach ihm benannt
- Alfons Urban (* 1937), deutscher Politiker der CSU und Gemeinderat in Riedlhütte